# Ko Ni
Ko Ni (en birman : ကိုနီ), souvent désigné comme U Ko Ni, né le 11 février 1953 à Katha (Région de Sagaing) et mort assassiné le 29 janvier 2017 à Rangoun, est un avocat et un constitutionnaliste birman.

## Biographie
Né d'un père musulman originaire d'Inde et d'une mère bouddhiste, il mène une brillante carrière d'avocat au sein du cabinet Laurel, qu'il a fondé. Il est membre de l'Association internationale du barreau, de l'Association des avocats indépendants de Birmanie et de l'Association des écrivains et journalistes de Birmanie.
En octobre 2013, il adhère à la Ligue nationale pour la démocratie. En 2008, il découvre des vides législatifs dans la Constitution birmane qui permettent à l'opposante Aung San Suu Kyi, dont il est l'avocat depuis de nombreuses années, de devenir chef du gouvernement en 2016. Il milite alors pour des changements constitutionnels, estimant que celle de 2008, écrite par la junte militaire alors au pouvoir, ne respecte pas la démocratie. Auteur de plusieurs livres sur les droits de l'homme et les élections démocratiques, il dénonce le fait que les musulmans ne bénéficient pas des mêmes droits que les bouddhistes en Birmanie.

### Assassinat
Il est assassiné le 29 janvier 2017 à l'aéroport international de Rangoun, alors qu'il rentre d'Indonésie, où il a participé à une rencontre sur les thèmes de la démocratie et de la résolution de conflits avec une délégation ministérielle menée par le ministre de l'Information, Pe Myint.
L'assassin et un complice sont arrêtés rapidement, mais le commanditaire présumé de l'assassinat, Aung Win Khine, un ancier officier, reste introuvable. Par ailleurs, les soupçons qui se portent sur le ministre de l'Intérieur, Kyaw Swe, qui a expliqué le geste des assassins par un « patriotisme extrême », sont démentis par le Ministère. Le 15 février 2019, les deux accusés sont condamnés à mort.